# David William Strachan
Pour les articles homonymes, voir David Strachan et Strachan.
David William Strachan  (28 juin 1877-19 août 1958) est un homme politique canadien de la Colombie-Britannique. Il est député provincial libéral de la circonscription britanno-colombienne de Dewdney de 1933 à 1937 et à la suite d'une élection partielle de 1938 à 1941.